# Lijst van havezaten in Drenthe
Dit is de Lijst met namen van Drentse havezaten volgens de resoluties van 17 februari 1646 en 8 maart 1698 van de Landdag van Drenthe.
In 1603 werd bepaald dat de Landschap Drenthe zou worden gevormd door de Ridderschap en Eigenerfden; samen vormden zij het bestuur over Drenthe. Om te kunnen vaststellen wie tot de ridderschap behoorden werd in 1617 besloten dat uitsluitend nog adellijke bezitters van havezaten zouden worden toegelaten. Havezaten kenden een vrijstelling van belasting, om die reden was het aantrekkelijk om aangemerkt te worden als eigenaar van een havezate. Echter hoe groter het aantal havezaten, hoe meer belasting er moest worden opgebracht door de rest van de bewoners. In de landsdagen van Drenthe werd dan ook met grote regelmaat gedebatteerd over de erkenning van een bezit tot havezate. Naast een adellijke afkomst was het bezit van een havezate een vereiste om tot de Ridderschap te worden toegelaten. In 1644 werd besloten geen huizen meer te verheffen tot havezate. In 1646 werd de lijst met 16 erkende havezaten opgesteld, waaraan later nog 2 havezaten werden toegevoegd: Westrup, die vergeten was om op te nemen en Dunningen, die in 1647 werd toegevoegd. Onderstaande lijst bevat de namen van havezaten zoals opgenomen in de oorspronkelijke lijst, die omstreeks 1650 was vastgesteld en in 1698 nog eens werd bevestigd. De lijst van 1698 was nagenoeg identiek aan die van 1646 met de twee genoemde toevoegingen. Op één punt week de lijst echter af. Het recht van havezate van het huis te Eelde (de Mepsche) was verlegd naar Vennebroek in Paterswolde (1689). In de periode tussen 1698 en 1795 hebben er diverse wijzigingen plaatsgevonden; zo werden er rechten verlegd en verkocht. Het maximum aantal havezaten bleef echter gefixeerd op 18. De eerste lijst beschrijft de situatie in de 17e eeuw. De tweede lijst geeft aan welke huizen in de 18e eeuw daarnaast gedurende kortere of langere tijd het recht van havezate hebben gehad door verlegging vanaf een eerder erkende havezate. In 1795 werd het recht van havezate afgeschaft.

## Lijst met in de 17e eeuw erkende havezaten
| Naam                     | Bestaand/verdwenen | Gemeente      | Dorp of Buurschap | Dingspel of Heerlijkheid | Kerspel        | Afbeelding |
| ------------------------ | ------------------ | ------------- | ----------------- | ------------------------ | -------------- | ---------- |
| Huis te Ansen            | Verdwenen          | De Wolden     | Ansen             | Dieverderdingspel        | Ruinen         |            |
| Batinge                  | Verdwenen          | Westerveld    | Dwingeloo         | Dieverderdingspel        | Dwingeloo      |            |
| Ter Borch                | Verdwenen          | Tynaarlo      | Eelde             | Noordenveld              | Eelde          |            |
| Dunningen                | Verdwenen          | Meppel        | de Wijk           | Dieverderdingspel        | IJhorst        |            |
| Huis te Echten           | Bestaand           | Hoogeveen     | Echten            | Dieverderdingspel        | Ruinen         |            |
| Entinge (Dwingeloo)      | Verdwenen          | Westerveld    | Dwingeloo         | Dieverderdingspel        | Dwingeloo      |            |
| Havixhorst               | Bestaand           | Meppel        | De Schiphorst     | Dieverderdingspel        | IJhorst        |            |
| De Klencke               | Bestaand           | Coevorden     | Oosterhesselen    | Zuidenveld               | Oosterhesselen |            |
| Mensinge                 | Bestaand           | Noordenveld   | Roden             | Noordenveld              | Roden          |            |
| Mepschehuis              | Verdwenen          | Tynaarlo      | Eelde             | Noordenveld              | Eelde          |            |
| Oldengaerde              | Bestaand           | Westerveld    | Dwingeloo         | Dieverderdingspel        | Dwingeloo      |            |
| Oldenhave                | Verdwenen          | De Wolden     | Oldenhave         | Heerlijkheid Ruinen      | Ruinen         |            |
| Oosterbroek              | Bestaand           | Tynaarlo      | Eelde             | Noordenveld              | Eelde          |            |
| Huis te Peize            | Verdwenen          | Noordenveld   | Peize             | Noordenveld              | Peize          |            |
| Rheebruggen              | Verdwenen          | De Wolden     | Rheebruggen       | Dieverderdingspel        | Ruinen         |            |
| Terheijl                 | Verdwenen          | Noordenveld   | Nietap            | Noordenveld              | Roden          |            |
| Vennebroek (Paterswolde) | Bestaand           | Tynaarlo      | Paterswolde       | Noordenveld              | Eelde          |            |
| Vledderinge              | Verdwenen          | Meppel        | De Oosterboer     | Dieverderdingspel        | Meppel         |            |
| Westrup (Westdorp)       | Verdwenen          | Borger-Odoorn | Westdorp          | Oostermoer               | Borger         |            |

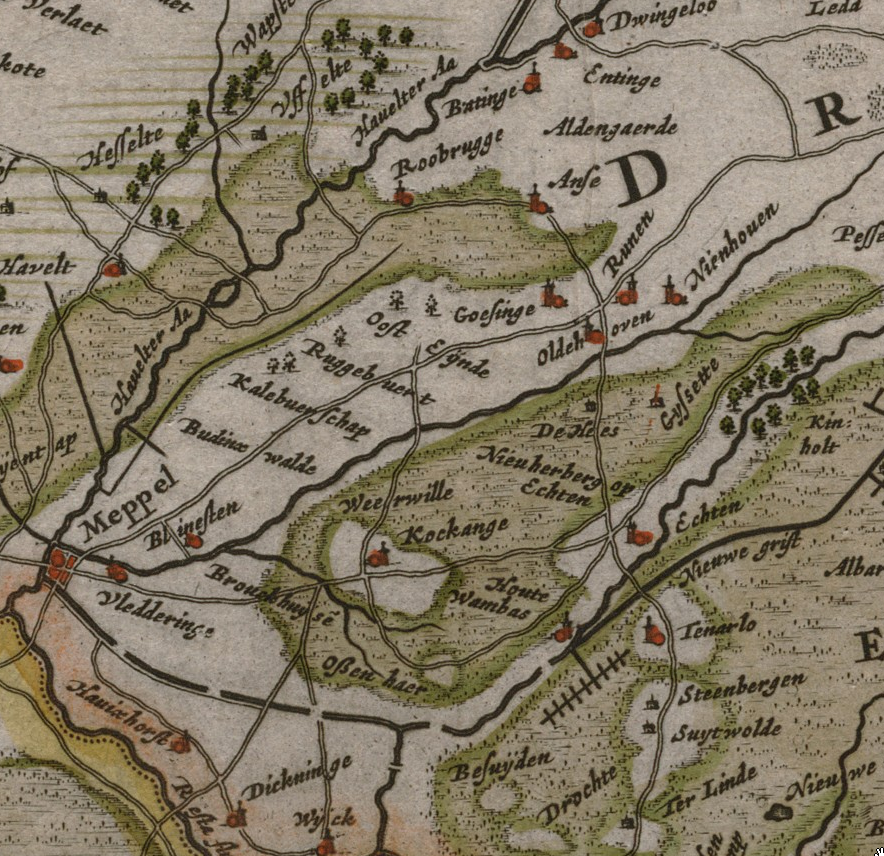
Zuidwest Drenthe
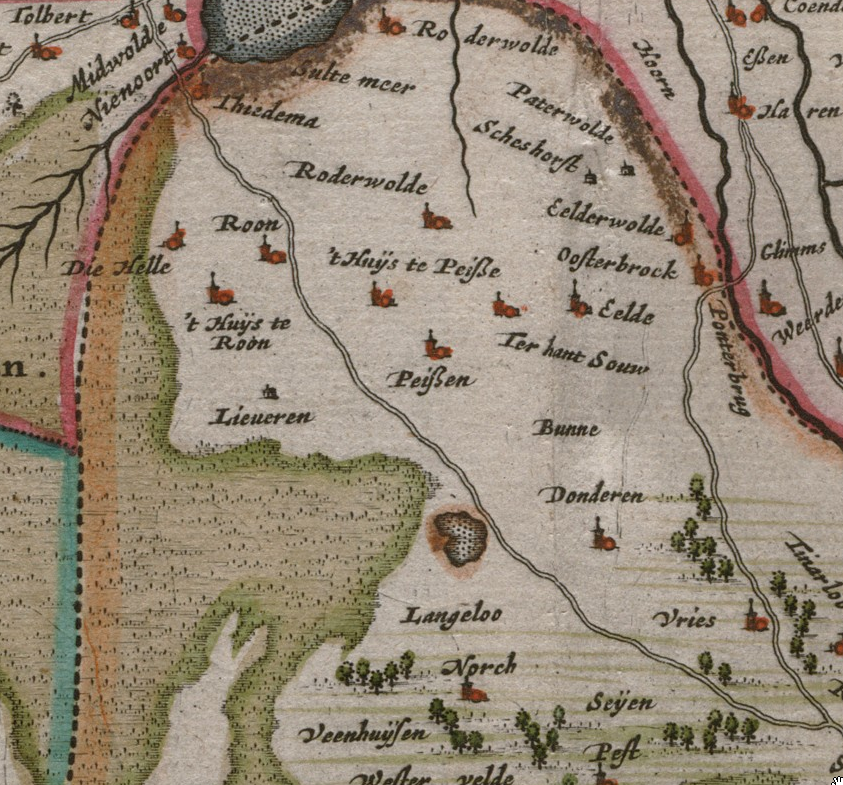
Noordwest Drenthe

Op bovenstaande kaartjes van Cornelis Pijnacker staat een aantal van de Drentse havezaten in 1634 ingetekend:
- Zuidwest Drenthe (van zuid naar noord): Havixhorst, Vledderinge, Huis te Echten, Oldenhave (Oldehove), Huis te Anse, Rheebruggen (Roobrugge), Oldengaerde (Aldengaerde), Batinge en Entinge
- Noordwest Drenthe (van zuid naar noord): Mensinge (Huis te Roon), Huis te Peize, Mepsche huis (Huis te Eelde), Oosterbroek en Terheijl (Die Helle).

## Lijst met in de 18e eeuw erkende havezaten
| Naam                | Bestaand/verdwenen | Gemeente    | Dorp of Buurschap | Dingspel of Heerlijkheid | Kerspel   | Afbeelding |
| ------------------- | ------------------ | ----------- | ----------------- | ------------------------ | --------- | ---------- |
| Entinge (Bonnen)    | Verdwenen          | Aa en Hunze | Bonnen            | Oostermoer               | Gieten    |            |
| Laarwoud            | Bestaand           | Tynaarlo    | Zuidlaren         | Oostermoer               | Zuidlaren |            |
| Lemferdinge         | Verdwenen          | Tynaarlo    | Paterswolde       | Noordenveld              | Eelde     |            |
| Mensinga            | Verdwenen          | Noordenveld | Roderwolde        | Noordenveld              | Roden     |            |
| Vennebroek (Anloo)  | Verdwenen          | Aa en Hunze | Anloo             | Oostermoer               | Anloo     |            |
| Huis Vredeveld      | Verdwenen          | Assen       | Assen             | Rolderdingspel           | Rolde     |            |
| Westrup (Dwingeloo) | Bestaand           | Westerveld  | Dwingeloo         | Dieverderdingspel        | Dwingeloo |            |